# Polaire (textile)

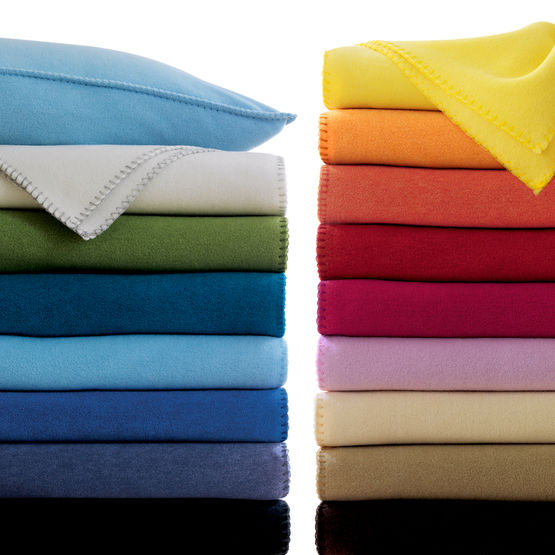
Un ensemble de couvertures en « polaire ».

Les textiles dits polaires sont des textiles synthétiques isolants constitués de polytéréphtalate d'éthylène (PET) et d'autres fibres synthétiques, caractérisé (comme le velours) par une « pilosité importante cachant la structure textile sous-jacente », mais à la différence du velours qui présente des poils de longueur constante et orientés régulièrement, ceux de l'étoffe polaire ont « une pilosité aléatoire en termes de longueur et d'orientation ». 

## Histoire
L'un des premiers textiles polaires est fabriqué en 1979,, par l'entreprise Malden Mills aujourd'hui appelée Polartec LLC. Il s'agissait d'un textile se voulant innovant, résistant, cherchant à reproduire voire dépasser les performances de la laine. Les fibres polaires partagent quelques qualités de la laine, mais sont beaucoup plus légères.

## Avantages et inconvénients

### Avantages
Les vêtements en fibres polaires sont légers, chauds et confortables ; ils sèchent rapidement et laissent respirer la peau. Ils peuvent être fabriqués à partir de PET recyclé. Ils peuvent être bon marché (par exemple, pour fabriquer des couvertures) ou proposer de hautes performances (par exemple, pour fabriquer des vêtements de randonnée).

### Inconvénients
Les textiles polaires accumulent l'électricité statique, et donc la poussière et les poils d'animaux ; sans traitement, ils ne sont pas coupe-vent. Ils sont aussi hautement inflammables, contrairement à la laine. S'ils ne sont pas issus de matériaux recyclés, ils sont fabriqués à partir de dérivés du pétrole, non renouvelables. Les textiles polaires de qualité médiocre ont tendance à boulocher. Les polaires, comme tous les vêtements synthétiques, polluent les mers. Les microplastiques modifient le comportement de certaines larves de poisson, qui les préfèrent à leur nourriture habituelle, le plancton.
Selon une étude parue en 2022, au moins une partie des fragments microscopiques de plastique trouvés (29 particules/L, le plus souvent du polyéthylène téréphtalate (PET)) dans tous les échantillons de neige fraîche de 19 sites échantillonnés dans la région de l'île de Ross (Antarctique) sont similaires à ceux rejetés par les vêtements synthétiques, et pourraient notamment provenir des vêtements et autres équipements utilisés dans les stations de recherche antarctiques. C'est ce que laisse penser une étude des trajectoires de masse d'air vers les lieux de prélèvements, qui aussi « indique un transport potentiel à longue distance allant jusqu'à 6 000 km, en supposant un temps de séjour de 6,5 j ».